# Huernia macrocarpa
Huernia macrocarpa är en oleanderväxtart som först beskrevs av Achille Richard, och fick sitt nu gällande namn av Spreng.. Huernia macrocarpa ingår i släktet Huernia och familjen oleanderväxter. Inga underarter finns listade i Catalogue of Life.